# Birunita
La birunita és un mineral de la classe dels silicats. Rep el nom en honor d'Abū Rayḥān Muḥammad ibn Aḥmad Al-Bīrūnī (4-5 setembre 973, Kath, Khwarezm, Imperi samànida - 13 de desembre 1048, Ghazni, Gaznèvides), gran erudit i científic persa. Va ser un dels grans estudiosos de l'època islàmica medieval; un polimàtic ben versat en física, matemàtiques, astronomia i ciències naturals. En mineralogia, va construir un aparell i va determinar la gravetat específica dels metalls i minerals amb una notable precisió.

## Característiques
La birunita és un nesosilicat de fórmula química Ca18(SiO₃)8.5(CO₃)8.5SO₄·15H₂O. Va ser aprovada com a espècie vàlida per l'Associació Mineralògica Internacional l'any 1957. La seva duresa a l'escala de Mohs és 2.
Segons la classificació de Nickel-Strunz, la birunita pertany a «09.DG - Inosilicats amb 3 cadenes senzilles i múltiples periòdiques» juntament amb els següents minerals: bustamita, ferrobustamita, pectolita, serandita, wol·lastonita, wol·lastonita-1A, cascandita, plombierita, clinotobermorita, riversideïta, tobermorita, foshagita, jennita, paraumbita, umbita, sørensenita, xonotlita, hil·lebrandita, zorita, chivruaïta, haineaultita, epididimita, eudidimita, elpidita, fenaksita, litidionita, manaksita, tinaksita, tokkoïta, senkevichita, canasita, fluorcanasita, miserita, frankamenita, charoïta, yuksporita i eveslogita.

## Formació i jaciments
Ha estat descrita a la mina Kurgashinkan, a la regió de Taixkent, a l'Uzbekistan, així com a dos indrets diferents de Jordània: Daba, a Amman, i el riu Yarmouk, a Irbid. Aquests són els únics indrets a tot el planeta on ha estat descrita aquesta espècie mineral.